# Seiichi Sugano
 (avril 2023).
Si vous disposez d'ouvrages ou d'articles de référence ou si vous connaissez des sites web de qualité traitant du thème abordé ici, merci de compléter l'article en donnant les références utiles à sa vérifiabilité et en les liant à la section « Notes et références ».

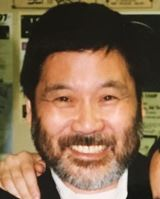
Photo prise à New York Aikikai; La fête de départ de Brian Ericksen.

Seeichi Sugano (17 décembre 1939 - 30 août 2010) est un aïkidoka japonais. Il a obtenu le grade de huitième dan d'aïkido.

## Biographie
Après six ans de pratique du judo, Sugano commence l'aikido en 1957 inspiré par la lecture d'un article au sujet de cet art dans un magazine. Il entre au Hombu Dojo en 1959 et devient un élève direct de Morihei Ueshiba.
En 1965, il est envoyé en Australie par Morihei Ueshiba.
En 1979, il arrive en Belgique.
En 1987, il rejoint Yoshimitsu Yamada au New York Aïkikai sur invitation de celui-ci.
Il dirige des stages en Europe, principalement aux Pays-Bas, en Belgique et en Australie.